# Bahnhof Dorsten
Der Bahnhof Dorsten ist der zentrale Bahnhof der Stadt Dorsten im Westen des nordrhein-westfälischen Kreises Recklinghausen. Die Anlage entstand als Gemeinschaftsbahnhof zwischen der Rheinischen Eisenbahn und der Niederländisch-Westfälischen Eisenbahn. Das Empfangsgebäude aus dem Jahr 1880 behielt seinen Standort in Insellage zwischen den Strecken der beiden Gesellschaften bis in die Gegenwart bei und steht seit 1989 unter Denkmalschutz.

## Lage
Der Bahnhof befindet sich östlich der Dorstener Altstadt unweit des Recklinghäuser Tors. Die Betriebsstelle liegt an den VzG-Strecken 2236 (Gelsenkirchen-Bismarck – Winterswijk; km 18,9) und 2273 (Duisburg – Quakenbrück; km 23,2); letztere ist südlich von Dorsten stillgelegt. Beide Strecken verlaufen im Bahnhofsbereich parallel zueinander in Süd-Nord-Richtung. Das Empfangsgebäude lag ursprünglich mittig zwischen den beiden Bahnen.
Der Bahnhof hat eine Nord-Süd-Ausdehnung von etwa 2,4 Kilometern, gemessen an der Länge zwischen den Einfahrsignalen. Dem Personenverkehr dienen fünf Bahnsteiggleise. Für den Durchgangsverkehr dienen die beiden Gleise 1 und 2 mit je einem Außenbahnsteig. In Richtung Süden teilen sich die Kopfgleise 3 und 4 einen Mittelbahnsteig, das Kopfgleis 5 ist als einziges auf der Westseite des Empfangsgebäudes verblieben. Bis zum Umbau 2018/19 waren die Gleise mit dem Zusätzen w (Westseite, VzG-Strecke 2273) beziehungsweise o (Ostseite, VzG-Strecke 2236) versehen. In früheren Jahren gab es zudem Gleise mit dem Zusatz s (Südseite), diese befanden sich südlich des Empfangsgebäudes zwischen den durchgehenden Hauptgleisen der beiden Strecken.
Innerhalb der Bahnhofsgrenzen zweigen drei Anschlussgleise ab. Sie führen zum Betriebswerk Dorsten der RheinRuhrBahn (direkt an der Strecke gelegen), zum Dorstener Hafen (südlich des Wesel-Datteln-Kanals mit Bahnwerkstatt der Firma KAF Falkenhahn Bau) sowie zum Umspannwerk Kusenhorst (ehemalige Bahnstrecke Haltern–Venlo).

## Geschichte

### Privat- und Länderbahnzeit (1879–1920)
Im Jahr 1873 erhielt die Rheinische Eisenbahn-Gesellschaft (RhE) die Konzession für den Bau einer Strecke von Duisburg nach Quakenbrück mit Halt in Dorsten. Etwa zur gleichen Zeit bemühte sich die 1872 ins Leben gerufene Niederländisch-Westfälische Eisenbahn (NWE) um die Errichtung einer Strecke vom niederländischen Zutphen über Winterswijk und Borken in das Ruhrgebiet. Die RhE, die ebenfalls Interesse an einer Verbindung zwischen Borken und dem Ruhrgebiet hatte, stellte 1875 den Antrag auf Genehmigung ebendieser Bahn. Sie berief sich hierbei auf ältere Konzessionsurkunden aus den Jahren 1866 und 1871, die eine solche Verbindung beinhalteten. Da die Gesellschaft in dieser Zeit keine Bestrebungen zur Umsetzung des Vorhabens unternahm, erhielt die NWE letztendlich den Vorzug.
Die rheinische Strecke Duisburg – Quakenbrück ging am 1. Juli 1879 planmäßig in Betrieb. Die niederländisch-westfälische Strecke Bismarck – Winterswijk folgte etwa ein Jahr darauf am 21. Juni 1880. Die Betriebsführung dieser Bahn oblag vertragsgemäß der Bergisch-Märkischen Eisenbahn-Gesellschaft (BME), diese hatte bei Streckenausbauten auch die anfallenden Kosten zu tragen. Die Strecken dienten einerseits der Abfuhr von Steinkohle nach den Niederlanden und den Nordseehäfen. Andererseits sollten über sie Grubenholz und landwirtschaftliche Erzeugnisse wie Vieh und Milch in das wachsende Ruhrgebiet gebracht werden.
Die westliche Seite umfasste zu Beginn acht Gleise, einen einständigen Lokschuppen, eine Neun-Meter-Drehscheibe, eine Laderampe für Viehtransporte und einen Güterschuppen. Die Ostseite fiel mit vier Gleisen geringer aus, auch fehlten die Anlagen zur Fahrzeugbehandlung. Bis zur Verstaatlichung der Bergisch-Märkischen Eisenbahn im Jahre 1882 – die Rheinische Eisenbahn wurde zwei Jahre zuvor verstaatlicht – gab es als Übergabe zwischen den beiden Strecken nur eine zweigleisige Spitzkehre südlich des Empfangsgebäudes. An ihrer Stelle entstand eine signaltechnisch gesicherte Verbindung. Der Güterschuppen der NWE diente fortan als Magazin. Die Kohleladeplätze wurden komplett auf die Westseite verlegt, der Freiladebereich im Gegenzug auf die Ostseite.
1895 wurde der Abschnitt zwischen Dorsten und dem nördlichen Nachbarbahnhof Hervest-Dorsten zweigleisig ausgebaut. Etwa zur gleichen Zeit wurde die östliche Seite um ein Durchgangsgleis erweitert. Entlang der Ladestraße entstand ein Anschlussgleis zur Dorstener Glas- und Spiegelmanufaktur. Südlich des Empfangsgebäudes errichtete man vier Aufstellgleise. Auf der Westseite wurden eine 13-Meter-Drehscheibe und ein dreiständiger Lokschuppen errichtet. Anstelle des Lokschuppens der ehemaligen Rheinischen Eisenbahn entstand eine Laderampe für eine schmalspurige Lorenbahn der Westfälischen Sand- und Tonwerke. 1908/09 wurde diese Bahn auf Normalspur umgebaut und an die Bahnhofseinfahrt aus Richtung Oberhausen angeschlossen.
Ab 1912 kam es infolge der gestiegenen Verkehrsleistungen zu einem größeren Umbau, der sich in zwei Etappen vollzog. Das Betriebswerk auf der Westseite wurde um einen weiteren Kohlenbansen erweitert und um zwei neue Zufahrtgleise von Süden her ergänzt. Hinzu kamen je eine Ausschlack- und Revisionsgrube. Auf der Ostseite entstand zudem ein weiterer Gleisanschluss. Die Bahnhofsgleise wurden großzügig nach Süden erweitert, um das Aufstellen längerer Wagenzügen zu ermöglichen. Hierzu musste ein Schrankenposten an der Strecke nach Bismarck aufgegeben werden, der dazugehörige Bahnübergang wich einer Überführung. Der Oberbau der Rheinischen Bahn nach Oberhausen wurde baulich für ein zweites Gleis vorbereitet, die Strecke nach Bismarck war bereits 1907 zweigleisig ausgebaut worden. Um die Zugbildung zu vereinfachen, entstand in Verlängerung von Gleis 3 west ein Ablaufberg, der das bisher angewandte Abstoßen überflüssig machte. Den Abschluss des ersten Bauabschnittes bildete die Inbetriebnahme des Stellwerks St (später Drm) gegen Ende des Jahres 1912.
Der zweite Bauabschnitt vollzog sich während des Ersten Weltkrieges. In dieser Zeit kamen gesonderte Aufstellgleise für leere Güterwagen hinzu, ferner getrennte Einfahrgleise in den Rangierbahnhof sowie ein südlicher Vorbahnhof an der Niederländisch-Westfälischen Bahn zur Bildung von Kohleganzzügen hinzu.
In den Wirren der Jahre 1919 und 1920 war Dorsten Schauplatz der Auseinandersetzungen zwischen Arbeitern und Freikorps beziehungsweise der Reichswehr. Während dieser Kämpfe sprengten Arbeitertruppen im Frühjahr 1920 die Lippebrücken. Die Überbauten stürzten zwar nicht in den Fluss, führten aber zur Unterbrechung des Eisenbahnverkehrs zwischen Dorsten und Hervest-Dorsten. Die Wiederaufnahme erfolgte zum 19. April 1920.

### Reichsbahnzeit (1920–1949)

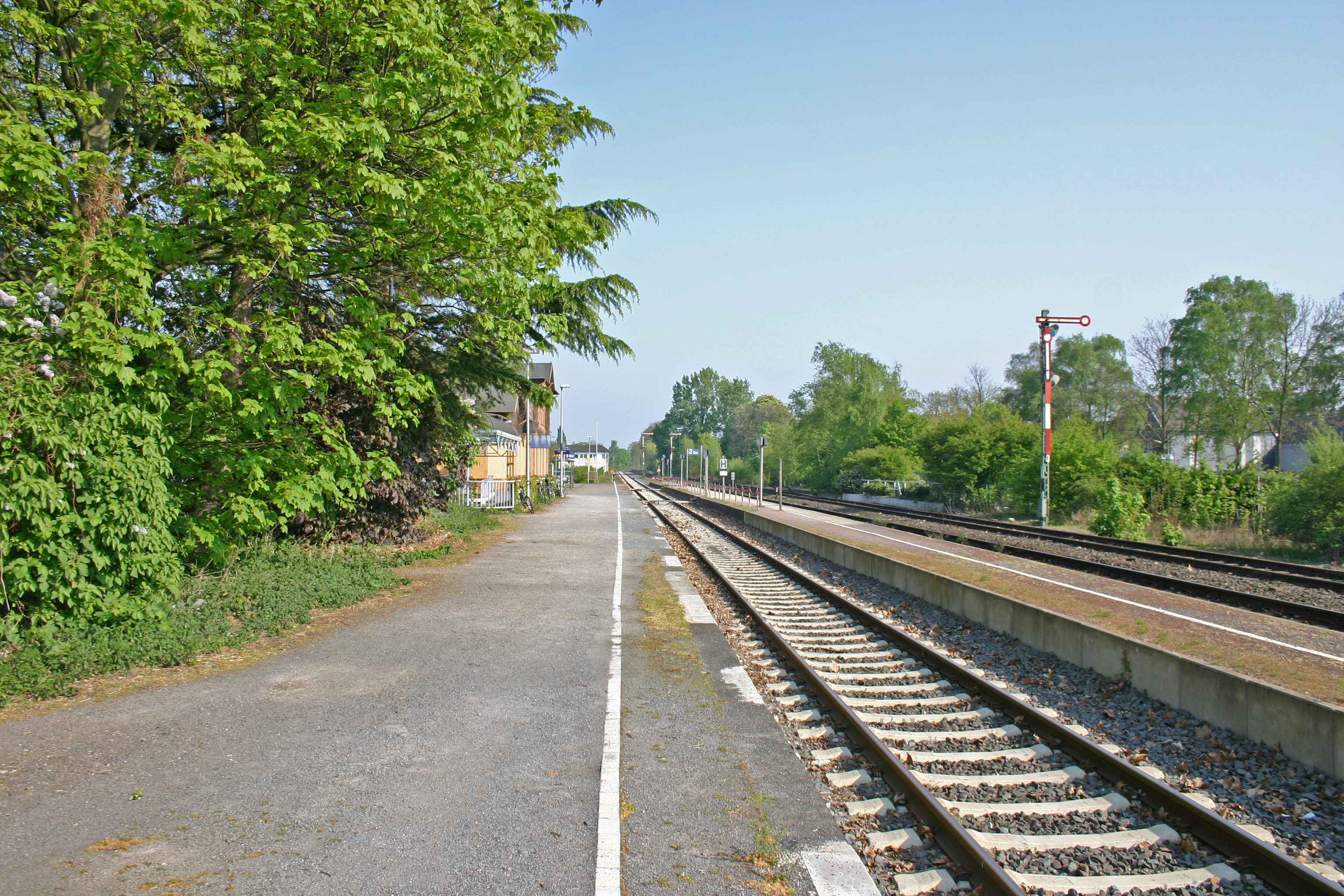
Bahnsteige 1 Ost und 2 Ost, 2014

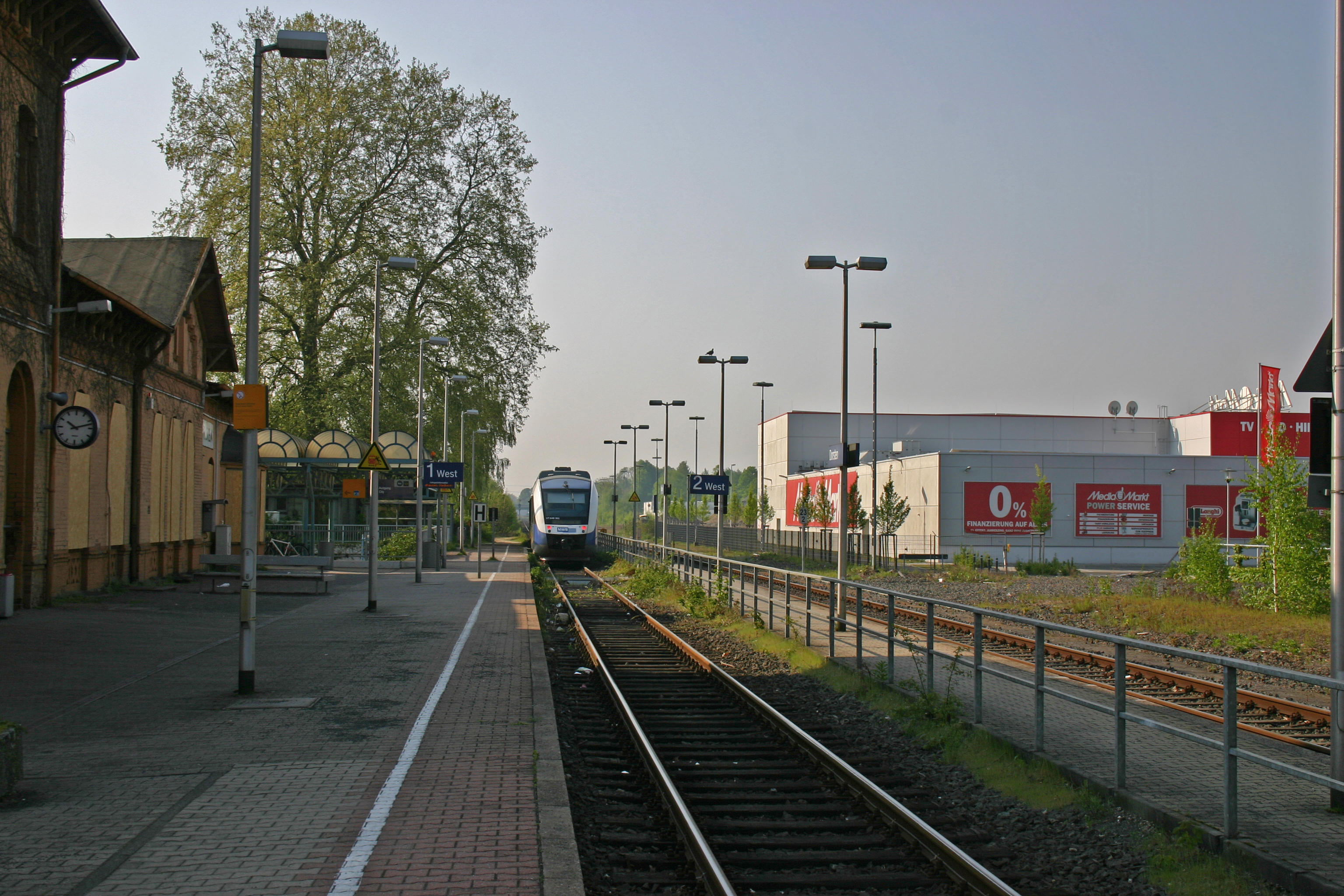
Bahnsteige 1 West und 2 West mit einem ausfahrenden Triebwagen nach Oberhausen Hbf, 2014

Ab dem 1. April 1920 trat anstelle der Preußischen Staatseisenbahnen die neu gegründete Deutsche Reichsbahn. Gemäß dem Versailler Vertrag hatte diese die darin geforderten Reparationsgüter zu befördern. Da die Lieferung dieser Güter ab 1922 ins Stocken geriet, marschierten am 11. Januar 1923 französische und belgische Truppen in das Ruhrgebiet ein. Letztere besetzten den Dorstener Bahnhof und legten die Lippe als Zollgrenze fest. Die Reichsregierung rief gleichzeitig zum passiven Widerstand auf, was letztlich zu Spannungen zwischen den Bahnbeamten und den Besatzern führte. Über die Zollgrenze wurden dieser Tage fast ausschließlich Kohlezüge nach Holland zugelassen. Ende Juni 1923 veranlassten die Besatzer sogar vorübergehend die völlige Sperrung des Eisenbahnverkehrs im Raum Dorsten. Die Situation verschärfte sich dahin, dass ab dem 21. November 1923 der Regiebetrieb eingeführt wurde. Fahrgäste mussten zwischen Dorsten und Hervest-Dorsten zu Fuß gehen und dabei die Zollgrenzen im Bahnhof Dorsten sowie an der Lippe passieren. Um den Geldtransfer zwischen dem Ruhrgebiet und dem unbesetzten Münsterland zu unterbinden, mussten die Fahrkarten im besetzten Gebiet ab dem 25. November 1923 in Franc bezahlt werden. Der Regiebetrieb hielt bis zum 16. Oktober 1924 an, die letzten belgischen Truppen räumten am 12. März 1925 den Bahnhof.
Die Lokstation wurde 1927 dem Bahnbetriebswerk Gelsenkirchen-Bismarck angegliedert, bestand aber bis zum 1. Juli 1952 weiter als eigene Dienststelle.
Nach 1930 wurden die Bahnsteigsperren auf die Nordseite des Empfangsgebäudes verlegt, wodurch die Warteräume nun im kontrollierten Bereich lagen. Die Bahnhofsgaststätte wurde gleichzeitig aus dieser Zone herausgenommen und somit auch für den Publikumsverkehr freigegeben.
1940 wurde der Vorbahnhof im Sinne der Kriegsplanung umgebaut. Die Gleise 10 s und 12 s wichen Verladerampen für den Stückgutverkehr. Diese sollten zum Einsatz kommen, wenn ein Umladen in Wanne-Eickel Hauptbahnhof beziehungsweise Duisburg Hauptbahnhof nicht erfolgen konnte. Weiterhin existieren unbestätigte Aussagen über einen Rückbau der Gleise 9 s, 11 s und 13 s zu Stumpfgleisen. Am nördlichen Ende sollen dafür Fahrzeugladerampen errichtet worden sein.
Der Eisenbahnverkehr kam im Februar 1945 zum Erliegen. Im Frühjahr 1945 sprengte die deutsche Wehrmacht auf ihrem Rückzug die Brücken über die Lippe und den 1930 eröffneten Wesel-Datteln-Kanal. Ende 1945 verkehrten die ersten Züge wieder zwischen Dorsten und Oberhausen-Osterfeld-Nord sowie zwischen Dorsten und Gelsenkirchen-Bismarck. der durchgehende Verkehr in Richtung Borken und Coesfeld begann am 9. Mai 1948. Es stand in beiden Richtungen jeweils nur ein Streckengleis zur Verfügung. Eine Fortführung der Rheinischen Bahn über Osterfeld Nord nach Oberhausen Hauptbahnhof war durch die Sprengung der Brücken über die Emscher und den Rhein-Herne-Kanal nicht mehr möglich.

### Bundesbahnzeit (1949–1993)

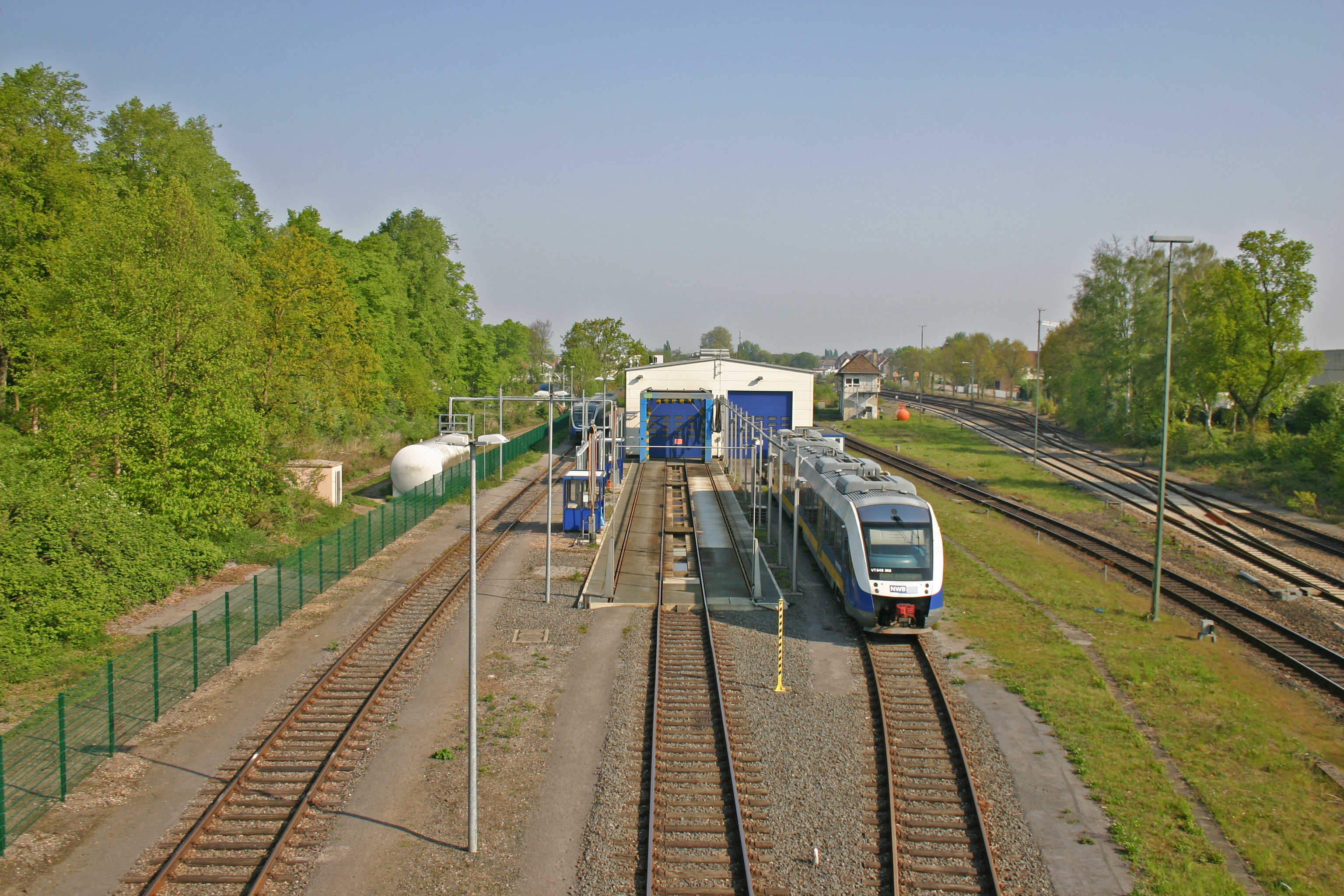
Triebwagenhalle der NordWestBahn/RheinRuhrBahn, 2014

Die Deutsche Bundesbahn hielt den Verkehr zwischen Dorsten und Oberhausen-Osterfeld Nord mit einem Pendelverkehr aufrecht. Die weitgehend parallele Streckenführung zur Niederländisch-Westfälischen Bahn und der in Gladbeck anschließenden Nordstrecke sowie die stetig zunehmende Konkurrenz durch den motorisierten Individualverkehr führten jedoch am 29. Mai 1960 zu dessen Einstellung.
Die südlichen Gleise 5 s bis 13 s wurden nach dem Zweiten Weltkrieg nicht wieder in Betrieb genommen, die Fläche wurde später rekultiviert. Ebenso ging das Stellwerk Mt außer Betrieb. Mit dem Rückbau der Gleise 3 s und 4 s zu Stumpfgleisen wurde außerdem das Stellwerk Drs 1963 in einen Schrankenposten umgewandelt. Im übrigen südlichen Bahnhofskopf lichtete sich das Gleisfeld zusehends. Bis 1974 war die 1960 stillgelegte Strecke in Richtung Oberhausen abgebaut. Im gleichen Jahr gingen außerdem der letzte Kohlenbansen und die Drehscheibe außer Betrieb. Anfang der 1980er zog die Bundesbahn schließlich den Aufsichtsbeamten vom Bahnhof ab. Der Ringlokschuppen wird inzwischen als Gewerbegebäude genutzt.
Eine erneute Umbauphase setzte nach 1985 ein. Der Busbahnhof der Vestischen Straßenbahnen an der Vestischen Allee wurde auf die freie Fläche westlich des Empfangsgebäudes verlegt. Die Eröffnung fand am 28. September 1986 statt. Zudem entstand eine Unterführung unmittelbar südlich des Empfangsgebäudes, die gleichzeitig als Zugang dient. Hierfür mussten Teile des Bahnhofsgartens aufgegeben werden. Auf der Ostseite entstanden 35 P+R-Parkplätze. Während der Arbeiten ließ die Bundesbahn außerdem die Überbauten über die Vestische Allee an der nördlichen Bahnhofsausfahrt erneuern. Die Anschlussbahn zu den ehemaligen Westfälischen Sand- und Tonwerken (heute: Euroquarz) wurde 1987 stillgelegt.

### Entwicklung seit der Bahnreform (ab 1994)

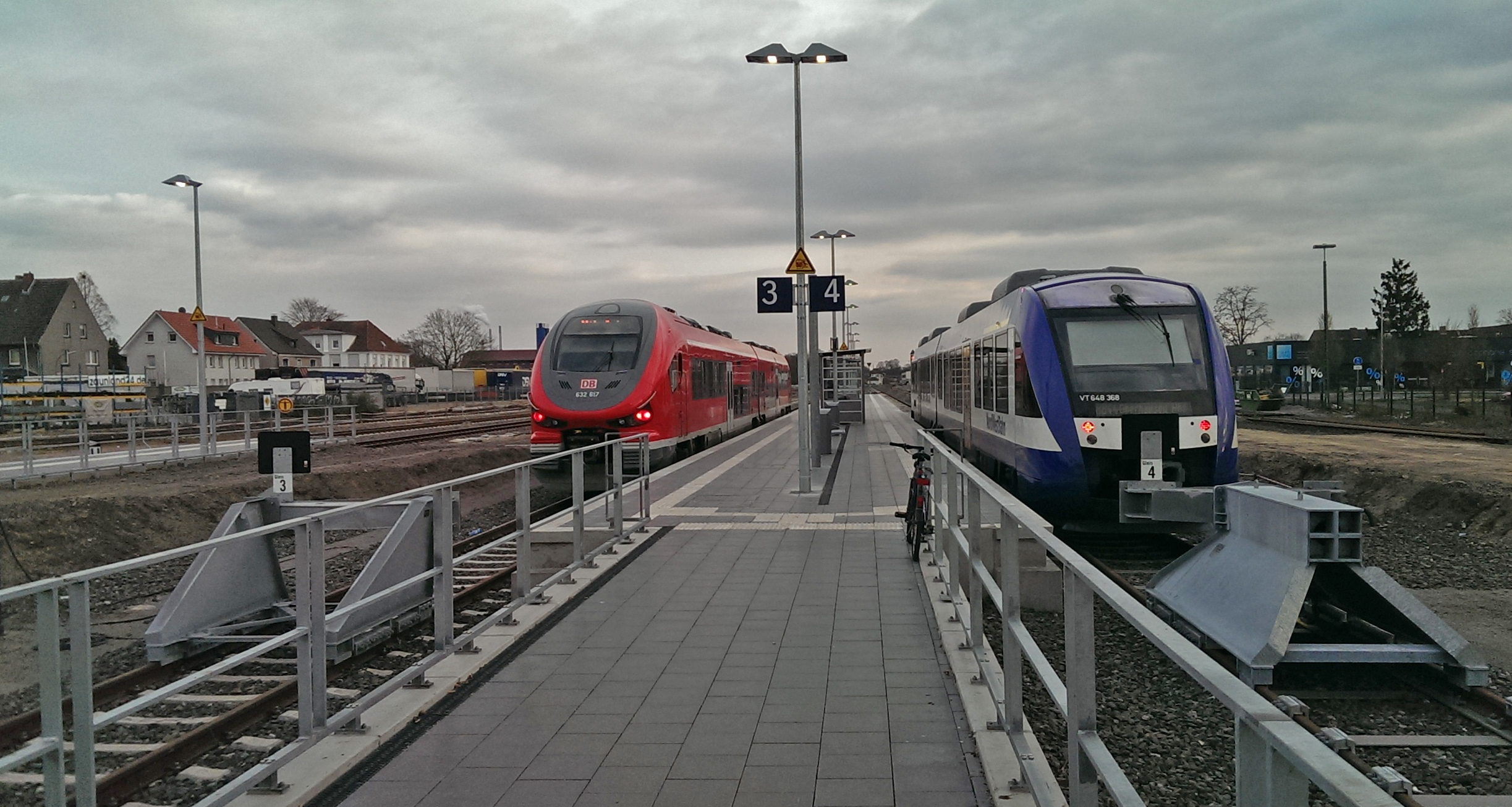
Triebwagen der DB Regio und NordWestBahn/RheinRuhrBahn an den neu errichteten Bahnsteiggleisen 3 und 4, 2019

Seit dem Jahre 2000 versucht die Stadt Dorsten das Bahnhofsgebäude wieder einer aktiven Nutzung zuzuführen, was aber durch die Insellage erschwert wird. Im Jahr 2003 vereinbarten die Stadt und die Deutsche Bahn einen Konsens über das weitere Vorgehen. Vorgesehen waren die Aufgabe der Westgleise und die Verlagerung des gesamten Schienenverkehrs auf die Ostseite, gleichzeitig war die Inbetriebnahme eines elektronischen Stellwerks vorgesehen. Die freiwerdende Westseite und das Empfangsgebäude sollten städtebaulich erschlossen werden, vorgeschlagen wurden eine gastronomische Nutzung und eine Verlegung des Busbahnhofs näher zum Bahnhof. 2009 rückte die Deutsche Bahn von dem Vorhaben ab und verschob die Modernisierung der Gleisanlagen zeitlich nach hinten. Das Unternehmen favorisierte zudem eine Verlagerung des Verkehrs auf die Westseite, um kurze Umsteigewege zu gewährleisten. 2011 stellte die Bahn die Umbaupläne für den Bahnhof vor, die wie ursprünglich eine Verlegung der Gleise auf die Ostseite vorsehen. Das gesamte Vorhaben wurde mit 30 Millionen Euro veranschlagt, von denen etwa 15,5 Millionen in den Dorstener Bahnhof fließen sollen.
Im April 2018 starteten die Umbaumaßnahmen am Bahnhof Dorsten. Begonnen wurde mit dem Abriss der alten Bahnmeisterei südlich des Empfangsgebäudes, um den Bau eines neuen Kopf-Mittelbahnsteigs an dieser Stelle zu ermöglichen. Dieser Bahnsteig wurde von 2019 bis 2020 von der Linie RB 43 (Gleis 3) genutzt. Außerdem wurden alte Güterzuggleise rückgebaut, um den Bahnsteig 2 Ost (jetzt Gleis 1) neubauen zu können. Bahnsteig 1 Ost (jetzt Gleis 2) wurde ebenfalls neugebaut. Des Weiteren wurde ein provisorischer Bahnsteig für die Linie RB 43 errichtet, um den Fahrtbetrieb während der Baumaßnahmen aufrechterhalten zu können. Die beiden westlichen Bahnsteige 1 West und 2 West wurden ebenfalls rückgebaut oder umgebaut, um einen ebenerdigen Zugang von der Innenstadt und dem Busbahnhof zu den Zügen zu ermöglichen. Gleis 1 West (jetzt Gleis 5) wurde zu einem von Norden erreichbaren Stumpfgleis umgebaut, welches als Ersatzhalt für die ehemalige Linie RB 45 (jetzt RE14) vorgesehen ist, welche von 2019 bis 2022 geflügelt mit der Linie RE 14 zwischen Dorsten und Essen verkehrte. Gleis 2 West wurde vollständig rückgebaut. Alle Bahnsteige erhalten neben der Barrierefreiheit ein neues Beleuchtungssystem sowie neue Wetterschutzhäuschen. Außerdem wurde der Tunnel unter den Gleisen 1 West und 2 West verfüllt. Nur der östliche Tunnel blieb erhalten, welcher auch von den neuen barrierefreien Rampen genutzt wird. Die Bauarbeiten für den ebenerdigen Bahnhofsvorplatz und die barrierefreien Zugänge zu den neuen Bahnsteigen sollten Anfang 2019 beginnen, begannen dann Anfang 2020. Das Gleis 5 wird heute, bedingt durch die Einbindung der Linie RB 45 in die Linie RE 14, nur noch bei längerfristigen Problemen der Kupplung bzw. Flügelung der Züge genutzt, wie es beispielsweise seit Anfang 2024 der Fall ist.
Die Arbeiten an der Gleisanlage waren bis zum Anschluss an das elektronische Stellwerk Coesfeld im Dezember 2018 weitgehend abgeschlossen.
Das Bahnhofsgebäude wurde 2024 als sogenannter Bürgerbahnhof wiedereröffnet. Hierfür flossen zudem EFRE-Mittel in Höhe von 12 Mio. Euro.

## Hochbauten

### Empfangsgebäude

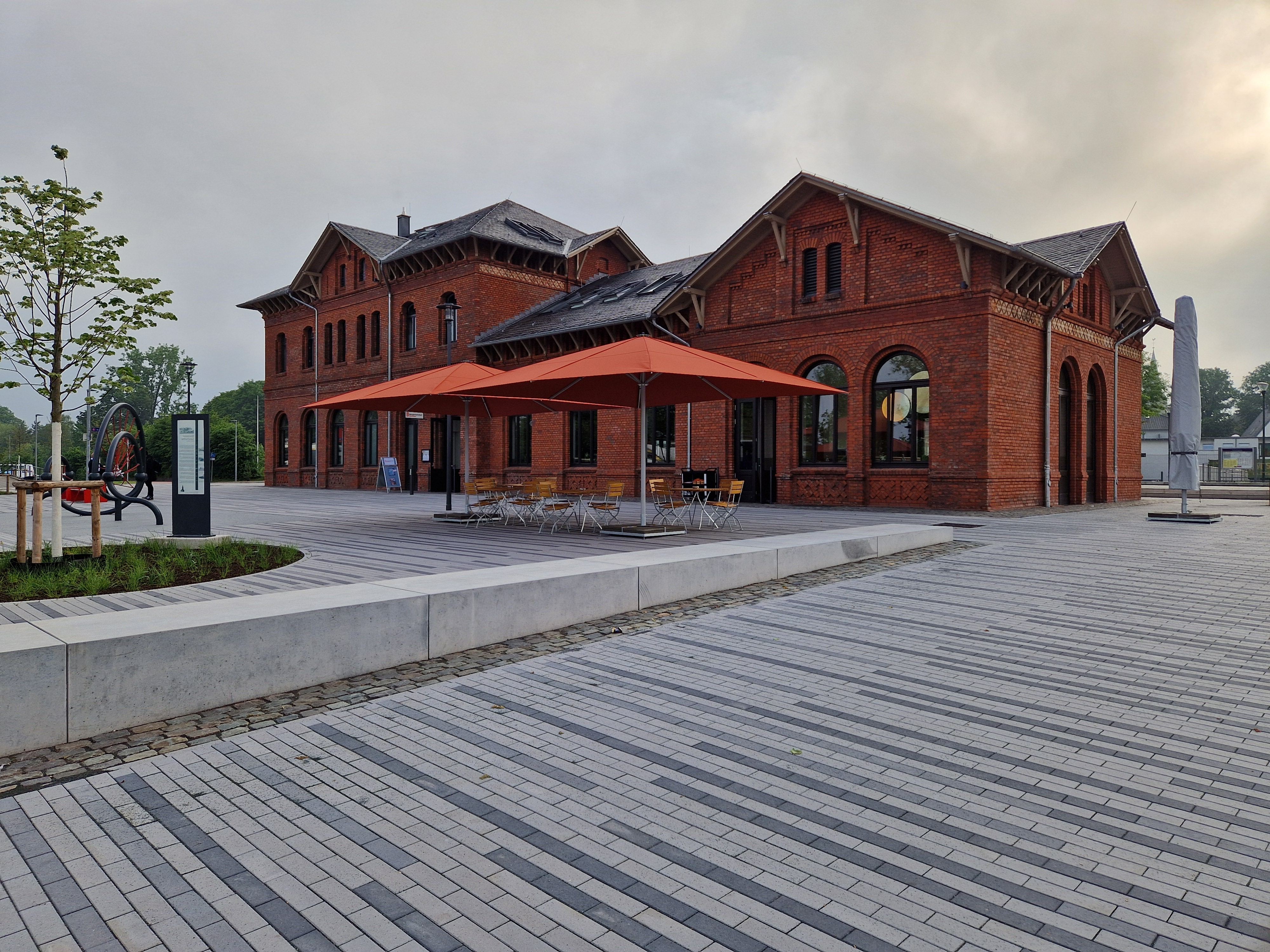
Westseite des Empfangsgebäudes nach der Sanierung, 2024

Das Empfangsgebäude entstand nach Plänen von G. Paeffgen im Stil des Historismus. Neben den Wartesälen für die Fahrgäste der 2. und 3. Klasse waren im Gebäude Büroräume und die Dienstwohnung des Bahnhofsvorstehers untergebracht. Die Gesellschaften hatten anfangs getrennte Wartsäle, die nach der Verstaatlichung zusammengelegt wurden. Dadurch ergab sich der Umstand, dass der Wartesaal 2. Klasse inmitten des Gebäudes lag ohne Sicht auf die Züge. Da mehrere Fahrgäste deshalb ihre Züge versäumten, wurde die Einrichtung eines Läutewerks zur Ankündigung der Züge gefordert. Den Zweiten Weltkrieg überstand das Gebäude weitgehend unbeschadet.
In den 1950er und 1960er Jahren fanden weitere Umbauten statt. Ab dem 1. Februar 1981 schloss die Fahrkartenausgabe im Gebäude an Sonntagen. Im Jahr 1985 erhielt das Gebäude einen gelb gehaltenen Anstrich. Die verwendete Latexfarbe hat jedoch zur Folge, dass die im Mauerwerk enthaltene Feuchtigkeit nicht nach außen dringen kann. Die seit Ende der 1980er Jahre ungenutzte Immobilie weist unter anderem deswegen einen stark sanierungsbedürftigen Zustand auf. 1989 wurde das Empfangsgebäude unter Denkmalschutz gestellt. Das Obergeschoss ist mittlerweile nicht mehr betretbar. Die Konzepte für eine Neunutzung des Gebäudes gehen einher mit einer Neuordnung des Gleisplans. Vorgesehen ist die Verlegung der Bahnsteiganlagen auf die Ostseite des Gebäudes, sodass die der Stadt zugewandte Westseite für anderweitige Zwecke, etwa der Gastronomie zugeführt werden kann. Die Partei Die Linke schlug vor, das Gebäude als Kultur- und Bürgerzentrum zu nutzen.
Das Mitte der 2000er Jahre von der städtischen Gesellschaft WinDor erworbene Gebäude wurde 2010 an den Architekten Thomas Fründt veräußert. Dieser sah eine gastronomische Nutzung des Gebäudes und seines Außenbereichs vor. Da der angekündigte Umbau seitens der Deutschen Bahn verschoben wurde, konnte dem Eigentümer nur ein etwa ein Meter breiter Streifen um das Gebäude zugestanden werden. 2014 verkaufte er die Liegenschaft an die Stadt. Mit dem 2016 vorgestellten Konzept „Wir machen MITte – Dorsten 2020“ konnten Mittel aus dem Förderprogramm Soziale Stadt gewonnen werden. Neben einer Gaststätte im Erdgeschoss ist die Einrichtung von Büroräumen im Obergeschoss vorgesehen, die gemeinnützige Gesellschaft Dorstener Arbeit hatte sich angekündigt, die Räumlichkeiten nutzen zu wollen. Der Umbau soll bis 2023 abgeschlossen sein.

### Stellwerke

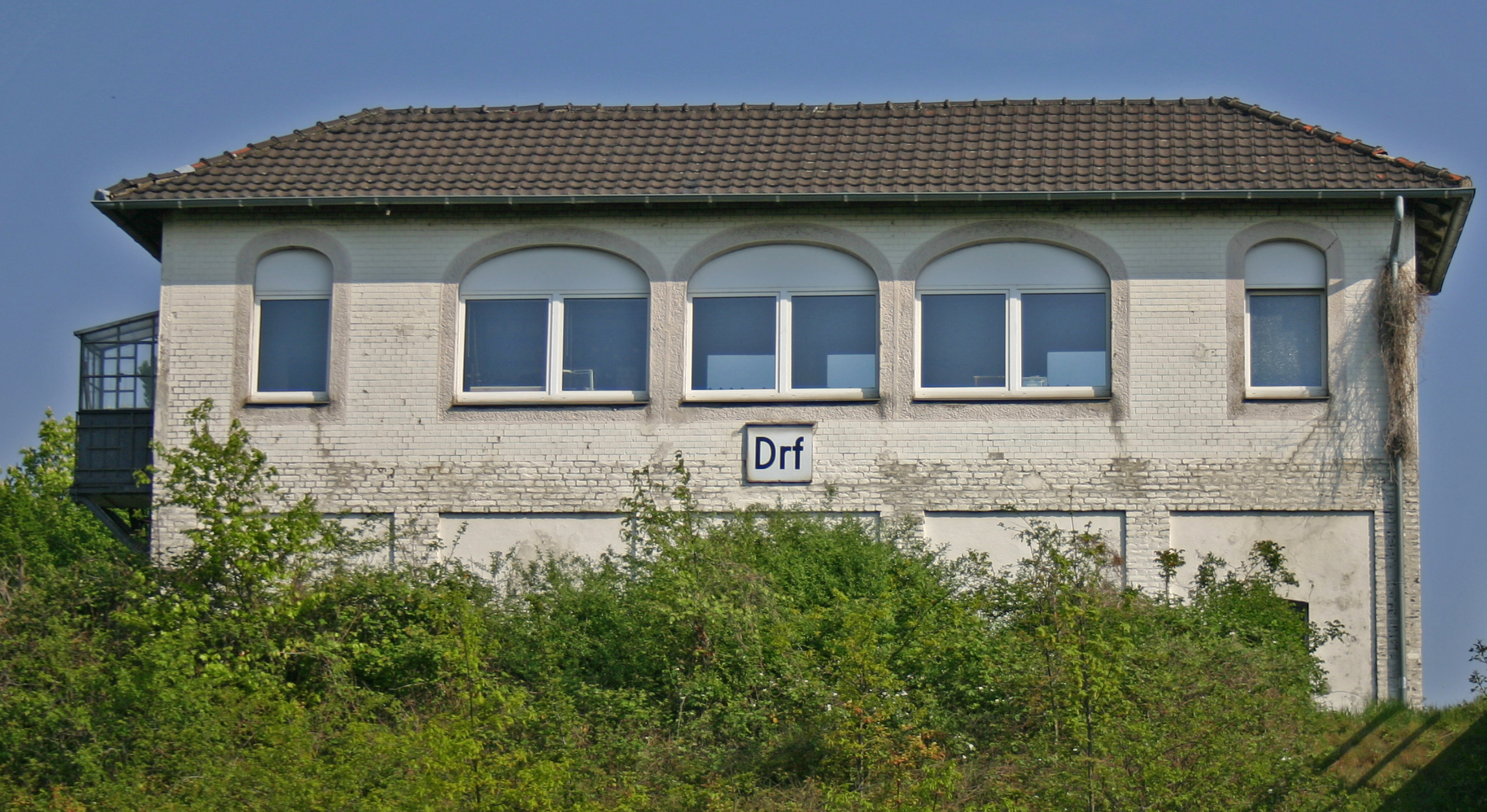
Stellwerk Drf, 2014

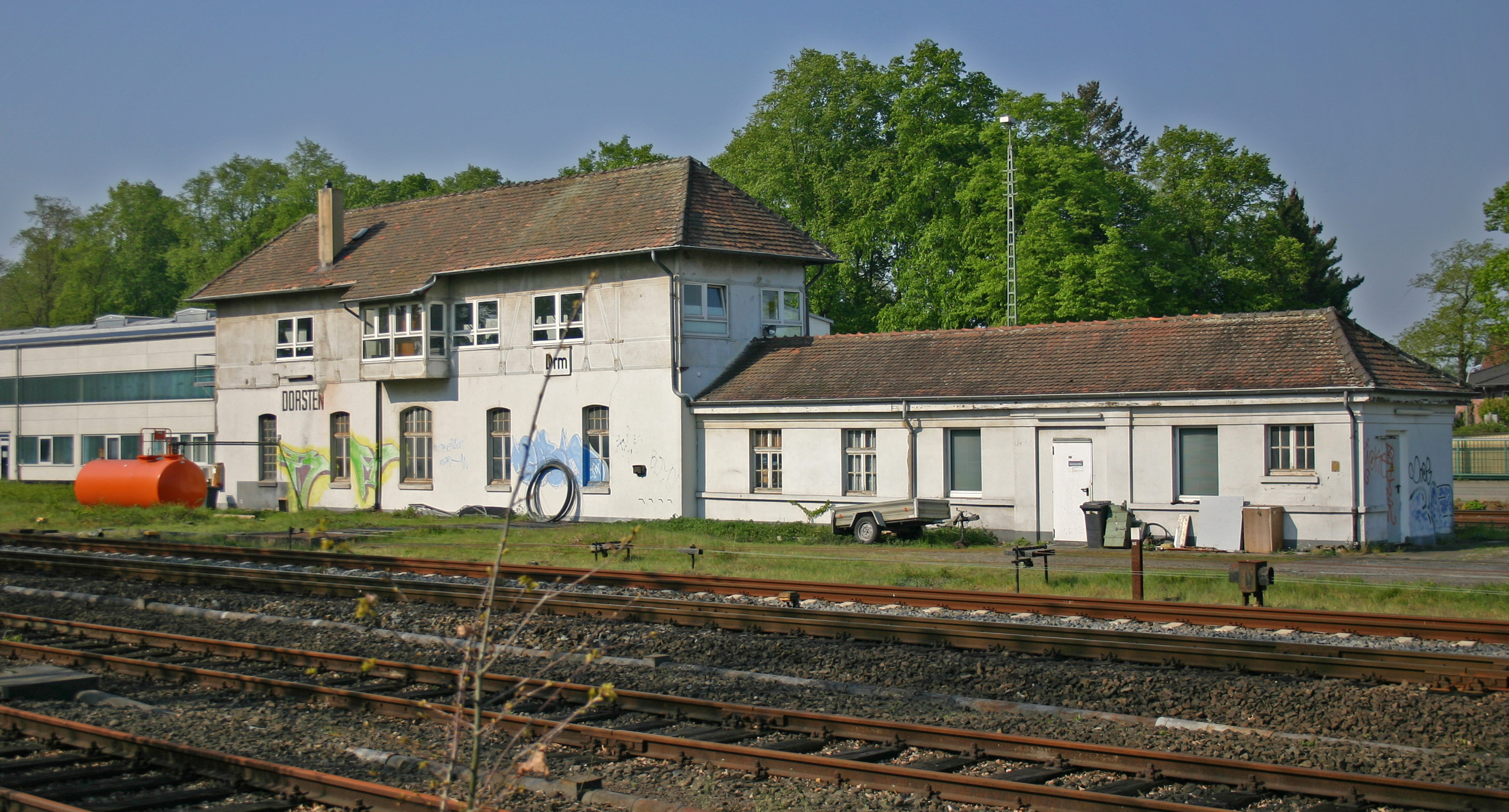
Stellwerk Drm, 2014

Der Dorstener Bahnhof verfügte vermutlich über bis zu vier Stellwerke. An der nördlichen Bahnhofsausfahrt befindet sich das ehemalige Fahrdienstleiter-Stellwerk Drf (ehemals Dnt), ein mechanisches Stellwerk der Bauart Jüdel. Es ging 1904 in Betrieb.
An der südlichen Ausfahrt in Höhe des Streckenkilometers 18,2 der VzG-Strecke 2236 steht das Weichenwärter-Stellwerk Drm (ehemals St), ebenfalls ein mechanisches Stellwerk Bauart Jüdel. Dieses Stellwerk ging entweder 1904 oder 1912 in Betrieb.
Das Stellwerk Mt befand sich in Höhe des Empfangsgebäudes am Abschluss der Stumpfgleise 3 s bis 13 s. Die Bauart und der Zeitpunkt der Inbetriebnahme sind nicht bekannt. Das Stellwerk ging nach dem Zweiten Weltkrieg nicht wieder in Betrieb.
Das Stellwerk Drs bildete den südlichen Abschluss des Vorbahnhofs an der Strecke nach Gelsenkirchen-Bismarck. Mit dem Rückbau des Vorbahnhofs wandelte die Bundesbahn die Dienststelle zum 20. Dezember 1963 in einen Schrankenposten um. Das Stellwerksgebäude wurde 1976 abgerissen und durch ein Betonhaus ersetzt. Der Posten bestand bis zum 14. März 1989.
Anfang Dezember 2018 wurden die beiden verbliebenen Stellwerke Drm und Drf stillgelegt und der Bahnhof an das ESTW Coesfeld angeschlossen.

## Bedienung

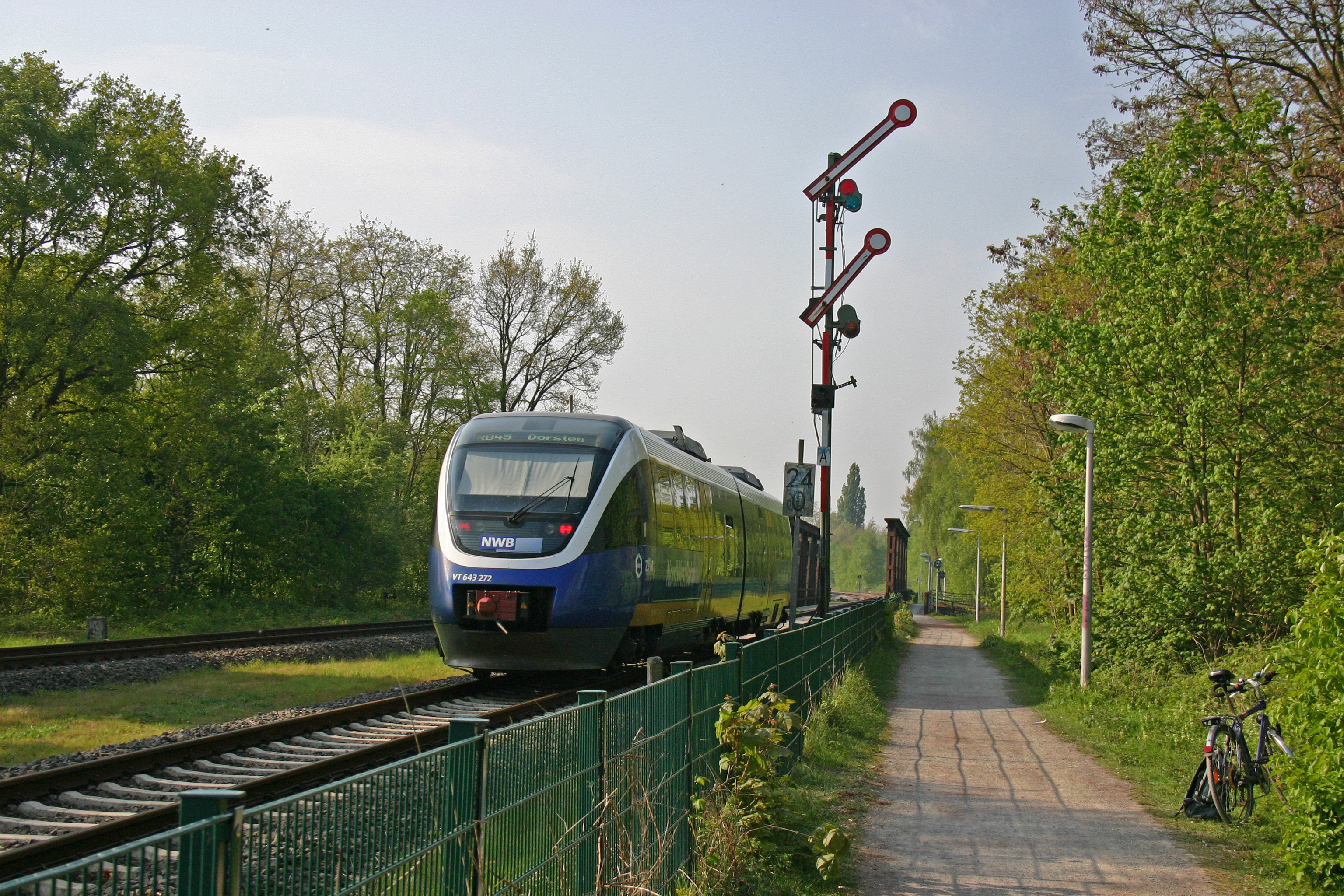
Einfahrsignal A mit einem vorbeifahrenden Triebwagen aus Coesfeld (Westf), im Hintergrund die Brücken über den Wesel-Datteln-Kanal, 2014

### Schienenpersonenverkehr
Dorsten ist der Bahnknotenpunkt zwischen dem Ruhrgebiet und dem westlichen Münsterland. Durch die hier verkehrenden zwei Regionallinien bestehen Direktverbindungen in zahlreiche Städte des Ruhrgebiets (u. a. Dortmund, Essen und Gelsenkirchen) sowie zu den Kreisstädten Borken und Coesfeld im Münsterland. Die Linien werden durch DB Regio NRW und die NordWestBahn/RheinRuhrBahn im Auftrag des VRR betrieben. Es kommen Fahrzeuge der Baureihen 632/633 (Linie RB 43) und 643 (Linie RE 14, seltener RB 43) zum Einsatz. Betreiber des Bahnhofes ist DB InfraGO.
Seit dem Fahrplanwechsel im Dezember 2021/August 2022 ist die Linie RB45, die bereits in den meisten Fällen als Flügelzug des RE14 aus Essen verkehrte, vollständig in diesen integriert worden. Durch die Verlängerung des Halbstundentaktes bis Borken in der HVZ wurden dort zusätzliche Kapazitäten geschaffen, die es möglich machen, auch die Züge, bei denen zuvor ein Umstieg in Dorsten erforderlich war, dort zu flügeln.
Bis 2019 fuhren auch noch Güterzüge zum Dorstener Hafen und bis 1995 zur Zeche Fürst Leopold Schacht II. Letztere Gleise wurden bis auf ein einziges stillgelegt.
| Linie | Verlauf | Takt                                   | Betreiber    | Gleis                                   |
| ----- | --- | -------------------------------------- | ------------ | --------------------------------------- |
| RE 14 | Emscher-Münsterland-Express: Zugteil 1: Borken (Westf) – Marbeck-Heiden – Rhade – Deuten – Hervest-Dorsten – Dorsten Zugteil 2: Coesfeld (Westf) – Reken-Maria Veen – Reken – Reken-Klein Reken – Lembeck – Wulfen (Westf) – Hervest-Dorsten – Dorsten Flügelung bzw. Wiedervereinigung: Dorsten – Feldhausen – Gladbeck-Zweckel – Gladbeck West – Bottrop Hbf – Essen-Borbeck – Essen West (nur Züge bis/ab Dorsten) – Essen Hbf Stand: Fahrplanwechsel Dezember 2023 | 60 min 30 min (Dorsten–Essen werktags) | NordWestBahn | 1 nach Borken/Coesfeld 2 nach Essen Hbf |
| RB 43 | Emschertal-Bahn: Dorsten – Feldhausen – Gladbeck-Zweckel – Gladbeck Ost – Gelsenkirchen-Buer Süd – Gelsenkirchen Zoo – Wanne-Eickel Hbf – Herne – Herne-Börnig – Castrop-Rauxel Süd – Castrop-Rauxel-Merklinde – Dortmund-Bövinghausen – Dortmund-Lütgendortmund Nord – Dortmund-Marten – Dortmund-Rahm – Dortmund-Huckarde Nord – Dortmund Hbf Stand: Fahrplanwechsel Dezember 2021                                                                                   | 60 min                                 | DB Regio     | 3                                       |

### Stadt- und Regionalbusverkehr
Unmittelbar westlich des Bahnhofes liegt der Zentrale Omnibusbahnhof (ZOB) Dorsten (Lage). Von hier aus verkehren die Buslinien der Vestischen, des Rheinlandbus und des Westfalenbus.
| Linie     | Verlauf | Takt (Mo–Fr)                                                    | Betreiber         |
| --------- | --- | --------------------------------------------------------------- | ----------------- |
| X05       | Wesel Bf – Hünxe-Drevenack – Schermbeck Rathaus – Holsterhausen – Dorsten ZOB | 60 min                                                          | DB Rheinlandbus   |
| X42       | Oberhausen Hbf – Neue Mitte Oberhausen – OB-Sterkrade Bf – OB-Elpenbachstraße – Bottrop-Fuhlenbrock – Bottrop-Grafenwald Schneiderstraße – Kirchhellen Schulze-Delitzsch-Straße – Dorsten ZOB Linie verkehrt zwischen Sterkrade Bf und Oberhausen Hbf über die ÖPNV-Trasse Oberhausen                            | 60 min                                                          | Vestische / STOAG |
| SB18      | Schermbeck Rathaus – Holsterhausen – Dorsten ZOB In Schermbeck Anschluss an SB21 nach Wesel Bf/Busbahnhof, Weiterfahrt in Dorsten als Linie SB28 nach Gelsenkirchen-Buer | 30 min                                                          | DB Rheinlandbus   |
| SB25      | Recklinghausen Hbf – Lohtor – Westviertel – Marl-Steinernkreuz – Marl Mitte – Alt-Marl Riegestr. – Feldmark – Dorsten Willy-Brandt-Ring – Dorsten ZOB | 15 min                                                          | Vestische         |
| SB26      | Dorsten ZOB – Frühförderstelle – Hervest Gewerbegebiet Wenge West – Alt-Wulfen – Barkenberg – Brassert – Marl Mitte | 30 min                                                          | Vestische         |
| SB28      | Gelsenkirchen-Buer Rathaus – Gelsenkirchen-Buer Nord Bf – Gelsenkirchen-Hassel – Oberscholven – Ulfkotte – Feldmark – Dorsten Willy-Brandt-Ring – Dorsten ZOB Weiterfahrt in Dorsten ZOB als Linie SB18 nach Schermbeck                                                                                          | 30 min                                                          | DB Rheinlandbus   |
| 188       | Dorsten ZOB – Bottrop-Feldhausen – Gladbeck-Zweckel – Gladbeck West Bf – Gladbeck Goetheplatz – Gladbeck Oberhof Weiterfahrt ab Gladbeck Oberhof als Linie 189 nach Bottrop-Boy und Essen-Karnap. | 60 min                                                          | DB Rheinlandbus   |
| 208       | Dorsten ZOB – Paul-Spiegel-Berufskolleg – Hervest – Alt-Wulfen – Wulfener Markt – Handwerkshof | 60 min (nur abends)                                             | Vestische         |
| 274       | Dorsten ZOB – Paul-Spiegel-Berufskolleg – Hervest – Kiebeck – Dorfstraße | 30 min                                                          | Vestische         |
| 276       | Holsterhausen Friedensplatz – Baldursiedlung – Marienviertel – Frühförderstelle – Dorsten ZOB – Hardt St.-Nikolaus-Kirche – Gahlener Str. | 30 min                                                          | Vestische         |
| 278       | Dorsten-Holsterhausen Wennemarstraße – Dorsten ZOB – Dorsten Essener Tor – Hardt – Östrich | 30 min (Holsterhausen–Dorsten ZOB) 60 min (Dorsten ZOB–Östrich) | Vestische         |
| TB279     | Taxibus: Friedhof Hardt – Dorsten Westwall – Dorsten ZOB – Altenzentrum Maria Lindenhof | 60 min                                                          | Vestische         |
| TB292     | Taxibus: Dorsten ZOB – Dorsten In der Miere – Tönsholt | 60 min                                                          | Vestische         |
| 293       | Dorsten ZOB – Holsterhausen – Schermbeck (– Üfte – Raesfeld-Erle) Diese Linie verkehrt nur an Schultagen | einzelne Fahrten                                                | DB Rheinlandbus   |
| R21 295   | Dorsten ZOB – Frühförderstelle – Marienviertel – Holsterhausen Baldursiedlung – Deuten Mitte – Deuten – Rhade Rütherweg – Rhade Bf – Rhade Ort – Raesfeld-Erle – Raesfeld – Borken Bf Der Abschnitt Dorsten – Raesfeld-Erle ist VRR-Linie 295; sonn- und feiertags Verkehr nur zwischen Raesfeld-Erle und Borken | 60/120 min                                                      | Westfalenbus      |
| 296 TB296 | In der Miere – Dorsten Essener Tor – Dorsten ZOB – Willy-Brandt-Ring – Feldmark – Altendorf-Ulfkotte (– Marl-Polsum Kirchstr.) Abschnitt Altendorf-Ulfkotte – Marl-Polsum als TaxiBus | 60 min                                                          | Vestische         |
| 297       | Dorsten ZOB – Kirchhellen Schulze-Delitzsch-Str. – Bottrop-St. Antonius Hospital | 60 min                                                          | Vestische         |
| 299       | Schermbeck Rathaus – Gahlen – Besten Schule (– Östrich – Hardt – Dorsten Essener Tor – Dorsten ZOB ) | einzelne Fahrten                                                | DB Rheinlandbus   |
| NE3       | Recklinghausen Hbf – Lohtor – Westviertel – Marl-Steinernkreuz – Marl Mitte – Alt-Marl Riegestr. – Feldmark – Dorsten Willy-Brandt-Ring – Dorsten ZOB NachtExpress: In den Nächten von Freitag auf Samstag, Samstag auf Sonntag und vor Feiertagen                                                               | 60 min                                                          | Vestische         |
| NE8       | Dorsten ZOB – Paul-Spiegel-Berufskolleg – Hervest – Alt-Wulfen – Wulfener Markt – Handwerkshof NachtExpress: In den Nächten von Freitag auf Samstag, Samstag auf Sonntag und vor Feiertagen | zwei Fahrten                                                    | Vestische         |

Der etwa sieben Millionen D-Mark teure Busbahnhof wurde am 28. September 1986 in Betrieb genommen und ersetzte eine ältere Anlage an der Vestischen Allee. Er ist in Parallelform mit Wendemöglichkeit ausgeführt. Einhergehend mit dem Bau des Busbahnhofs wurde der Bahnhof über einen Fußgängertunnel erschlossen. Der westliche Teil zwischen Busbahnhof und Empfangsgebäude war am 2. Juli 1988 fertiggestellt, der östliche Teil vom Empfangsgebäude zur Gelsenkirchener Straße folgte bis September 1990.
Der Busbahnhof sowie Park&Ride- und Bike&Ride-Plätze sind durch Wege mit dem Empfangsgebäude und den Bahnsteiggleisen verbunden.